# Wola Żytowska
Wola Żytowska – wieś w Polsce położona w województwie łódzkim, w powiecie pabianickim, w gminie Pabianice.
Miejscowość położona jest na Wysoczyźnie Łaskiej. 
Przez wieś przebiega droga powiatowa nr 04911E pokryta asfaltem.
Znajduje się tu sklep spożywczo-przemysłowy, przystanek PKS, stadnina koni.
Prywatna wieś duchowna Wola Zamojska położona była w drugiej połowie XVI wieku w powiecie szadkowskim województwa sieradzkiego, własność krakowskiej kapituły katedralnej. W latach 1975–1998 miejscowość administracyjnie należała do ówczesnego województwa łódzkiego. W 2010 roku została odnowiona świetlica wiejska której pieniądze zostały pozyskane z Samorządu Województwa Łódzkiego.